# Dykcja
Dykcja (łac. dictio) – sposób mówienia, poprawnego wymawiania wyrazów przy uwzględnieniu wszystkich procesów zachodzących w wyrazach i na ich granicach. Zasadnicza umiejętność w wykonywaniu takich zawodów jak: śpiewak, aktor, prezenter telewizyjny lub radiowy, nauczyciel.